# Les Parisiens
Les Parisiens is een Franse dramafilm uit 2004 onder regie van Claude Lelouch.

## Verhaal
In de film worden meerdere Parijzenaars gevolgd, die op zoek zijn naar liefde. Onder hen bevinden zich de zangers Shaa en Massimo. Ze worden verliefd en delen hun verhaal.

## Rolverdeling
| Acteur                | Personage            |
| --------------------- | -------------------- |
| Mathilde Seigner      | Clémentine / Anne    |
| Maïwenn               | Shaa                 |
| Arielle Dombasle      | Sabine Duchemin      |
| Agnès Soral           | Vrouw van Pierre     |
| Alessandra Martines   | Alessandra Martines  |
| Michel Leeb           | Michaël Gorkini      |
| Massimo Ranieri       | Massimo              |
| Ticky Holgado         | God                  |
| Francis Perrin        | Baas van de jazzclub |
| Pierre Santini        | Benhamou             |
| Grégori Derangère     | Vastgoedmakelaar     |
| Constantin Alexandrov | Verlegen Parijzenaar |
| Michèle Bernier       | Serveerster          |
| Laurine Bresler       |                      |
| Évelyne Buyle         | Vrouw in de trein    |